# Halacha
| Židé a judaismus |
| Židé • Judaismus • Kdo je Žid |
| Ortodoxní • Konzervativní (Masorti) Progresivní (Reformní - Liberální) • Ultraortodoxní Samaritáni • Falašové • Karaité                                                                                            |
| Etnické skupiny a jazyky |
| Aškenázové • Sefardové • Mizrachim Hebrejština • Jidiš • Ladino • Ge'ez • Buchori |
| Populace (vývoj) |
| Evropa • Amerika • Asie • Afrika • Austrálie |
| Náboženství |
| Bůh • Principy víry • Boží jména 613 micvot • Halacha • Noachidské zákony Mesiáš • Eschatologie |
| Židovské myšlení, filosofie a etika |
| Židovská filosofie Cdaka • Musar • Vyvolenost Chasidismus • Kabala • Haskala |
| Náboženské texty |
| Tóra • Tanach • Mišna • Talmud • Midraš Tosefta • Mišne Tora • Šulchan aruch Sidur • Machzor • Pijut • Zohar |
| Životní cyklus, tradice a zvyky |
| Obřízka • Pidjon ha-ben • Simchat bat • Bar micva Šiduch • Svatba • Ketuba • Rozvod (Get) • Pohřeb Kašrut • Židovský kalendář • Židovské svátky Talit • Tfilin • Cicit • Kipa Mezuza • Menora • Šofar • Sefer Tora |
| Významné postavy židovství |
| Abrahám • Izák • Jákob • Mojžíš Šalomoun • David • Elijáš • Áron Maimonides • Nachmanides • Raši Ba'al Šem Tov • Ga'on z Vilna • Maharal                                                                           |
| Náboženské budovy a instituce |
| Chrám • Synagoga • Ješiva • Bejt midraš Rabín • Chazan • Dajan • Ga'on Kohen (kněz) • Mašgiach • Gabaj • Šochet Mohel • Bejt din • Roš ješiva                                                                      |
| Židovská liturgie |
| Šema • Amida • Kadiš Minhag • Minjan • Nosach Šacharit • Mincha • Ma'ariv • Musaf |
| Dějiny Židů |
| starověk • středověk • novověk |
| Blízká témata |
| Antisemitismus • Gój • Holocaust • Izrael Filosemitismus • Sionismus Abrahámovská náboženství |
| z • d • e |

Halacha (hebrejsky הלכה‎, od הלך – chodit, kráčet – jít určitým způsobem, postupně nabývá na významu zvyk, obyčej, mrav, předpis, ustanovení) je celkový souhrn židovského náboženského práva, včetně biblického práva (613 přikázání) a pozdějšího talmudského a rabínského práva, jakož i zvyků a tradic. Halacha řídí nejen čistě náboženské (např. liturgické) praktiky a věrouku, ale také četné aspekty každodenního života, majetkové, civilní i trestní právo.
Kromě výše zmíněného může mít slovo halacha v samotné halachické literatuře následující významy:
1. V jazyce tanaitských škol se tímto termínem začal označovat zákon, předchozí ustanovení v daném konkrétním případě – precedenční právo – bez ohledu na způsob vytvoření. Každé toto ustanovení se nazývalo halacha, pl. halachot. Později se tímto termínem začaly označovat zákony, které neměly exegetický charakter – spíše měly charakter tradovaného zákona.
2. Stejně jako termín mišna i halacha označuje pouze tu část ústní tradice, která nemá exegetický charakter.

## Rozdělení pramenů židovského práva podle důležitosti a právní závaznosti
1. Psaná Tóra – תורה שבכתב‎ [tora šebechtav]
  - Interpretace psaného zákona
    - nepochybně dané ze Sinaje
    - vnitřně obsažen v Tóře, ale zřejmým se stává teprve interpretací pomocí přijatých hermeneutických pravidel

  - Halacha od Mojžíše na Sinaji – הלכה למשה מסיני‎ [halacha lemoše misinaj]
  - Logická dedukce
2. Výroky dochované tradicí
3. Ústní Tóra – תורה שבעל פה‎ [tora šebeal pe]
4. Výroky učenců – דברי ספרים‎ [divrej sfarim]
5. Minhag – מנהג‎ – Slovo se nachází poprvé v 2Kr 9,20 a znamená jízda nebo řízení vozu – rabíni toto slovo přejali a nabylo význam jako zvyk, úzus. Označuje zvyky, které byly obecně přijaty a staly se závaznými, nebo místní regionální zvyky týkající se státu, regionu, či synagogy, nebo různé liturgické rity.